# Phalaenopsis mirabilis
Phalaenopsis mirabilis är en orkidéart som först beskrevs av Gunnar Seidenfaden, och fick sitt nu gällande namn av André Schuiteman. Phalaenopsis mirabilis ingår i släktet Phalaenopsis och familjen orkidéer. Inga underarter finns listade i Catalogue of Life.